# سان مارتن (بوينس آيرس)
سان مارتن (بالإسبانية: San Martín, Buenos Aires)‏ هي مدينة تقع في الأرجنتين في General San Martín Partido.[بحاجة لمصدر] يقدر عدد سكانها بـ 28,339 نسمة وترتفع عن سطح البحر 28 متر.

## توأمة
لسان مارتن (بوينس آيرس) اتفاقيات توأمة مع كل من:
- أليتس
- تشيفيتانوفا ماركي
- بوردينوني
- مايبو

## معرض صور

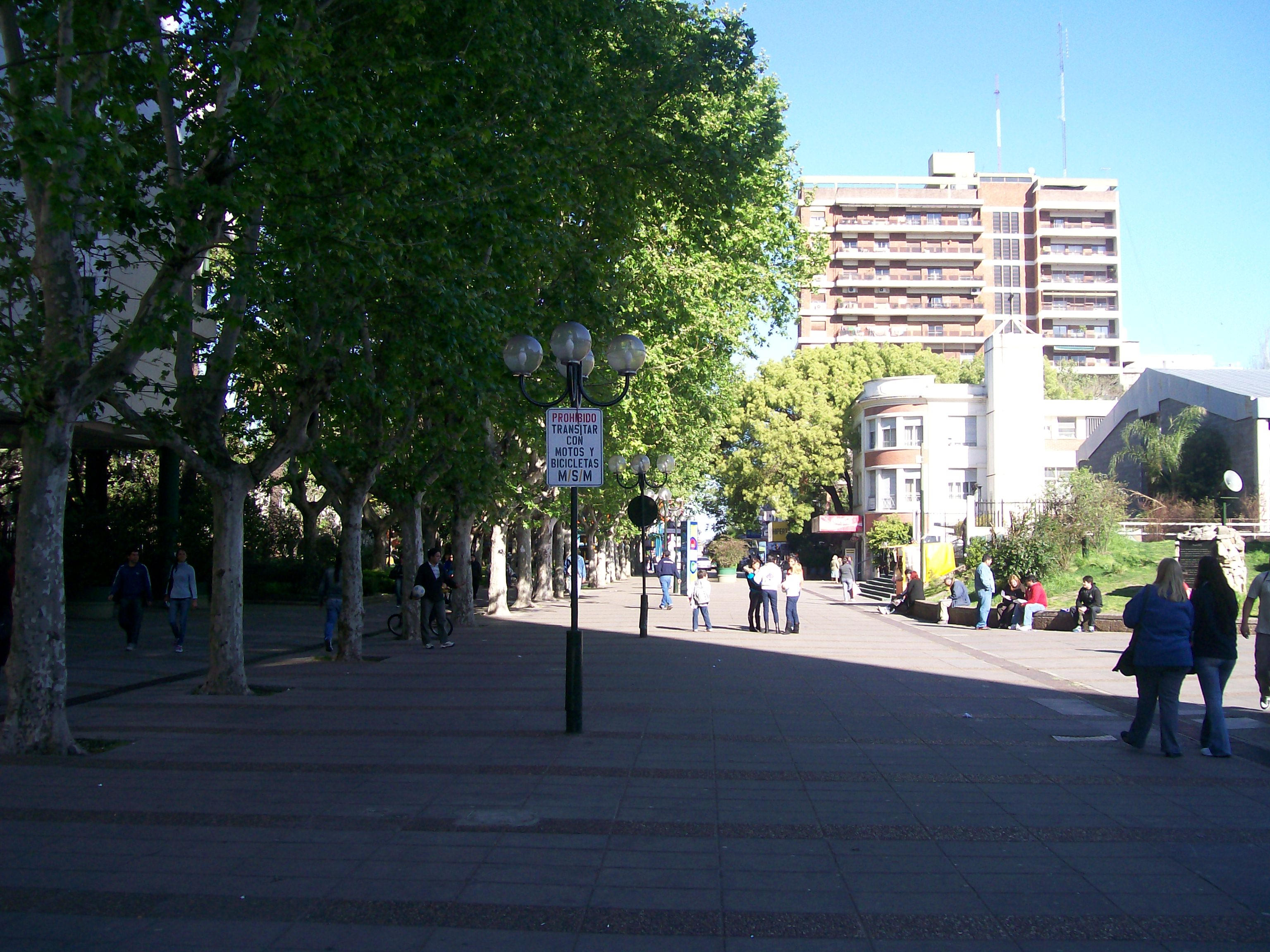
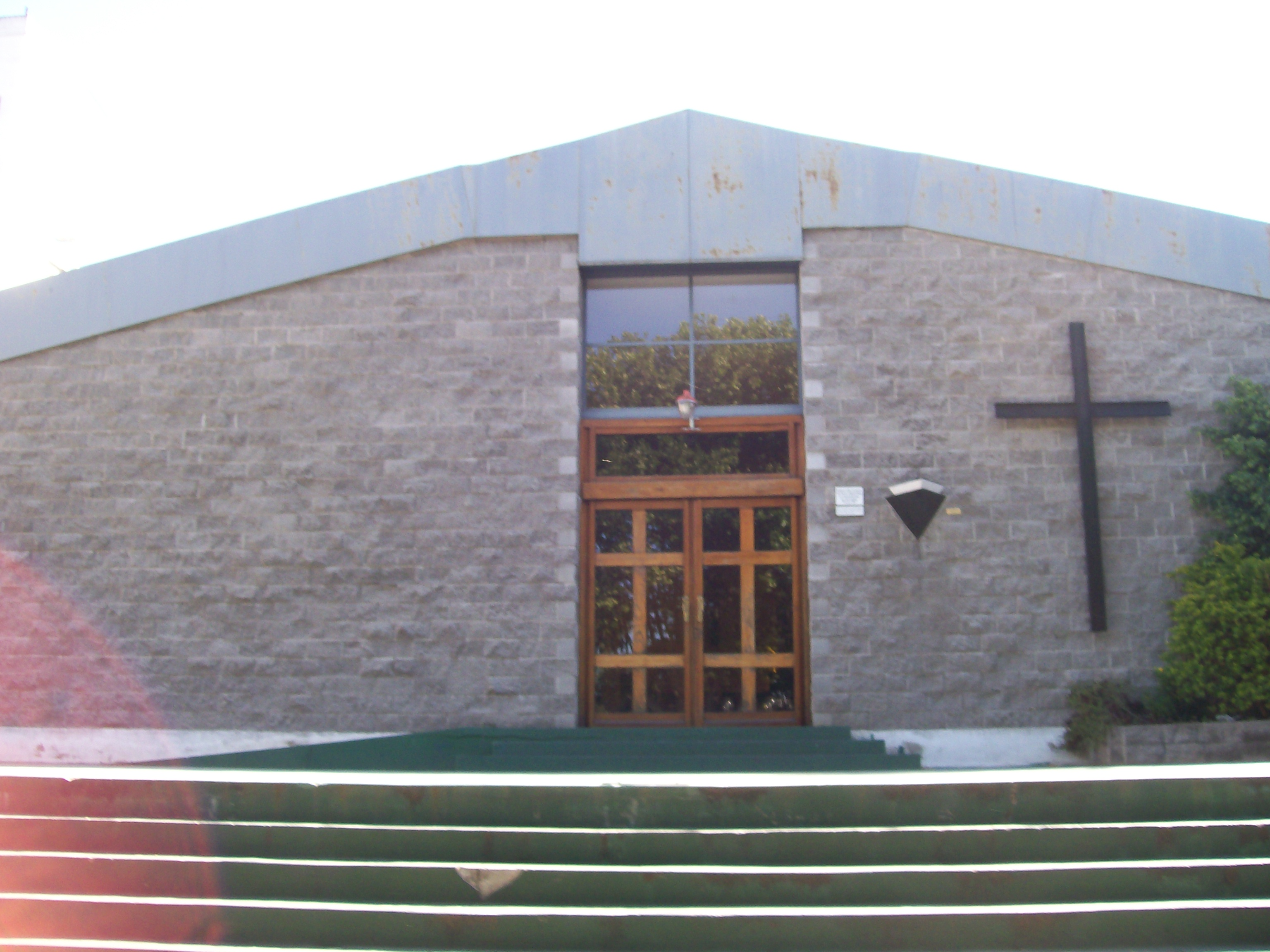
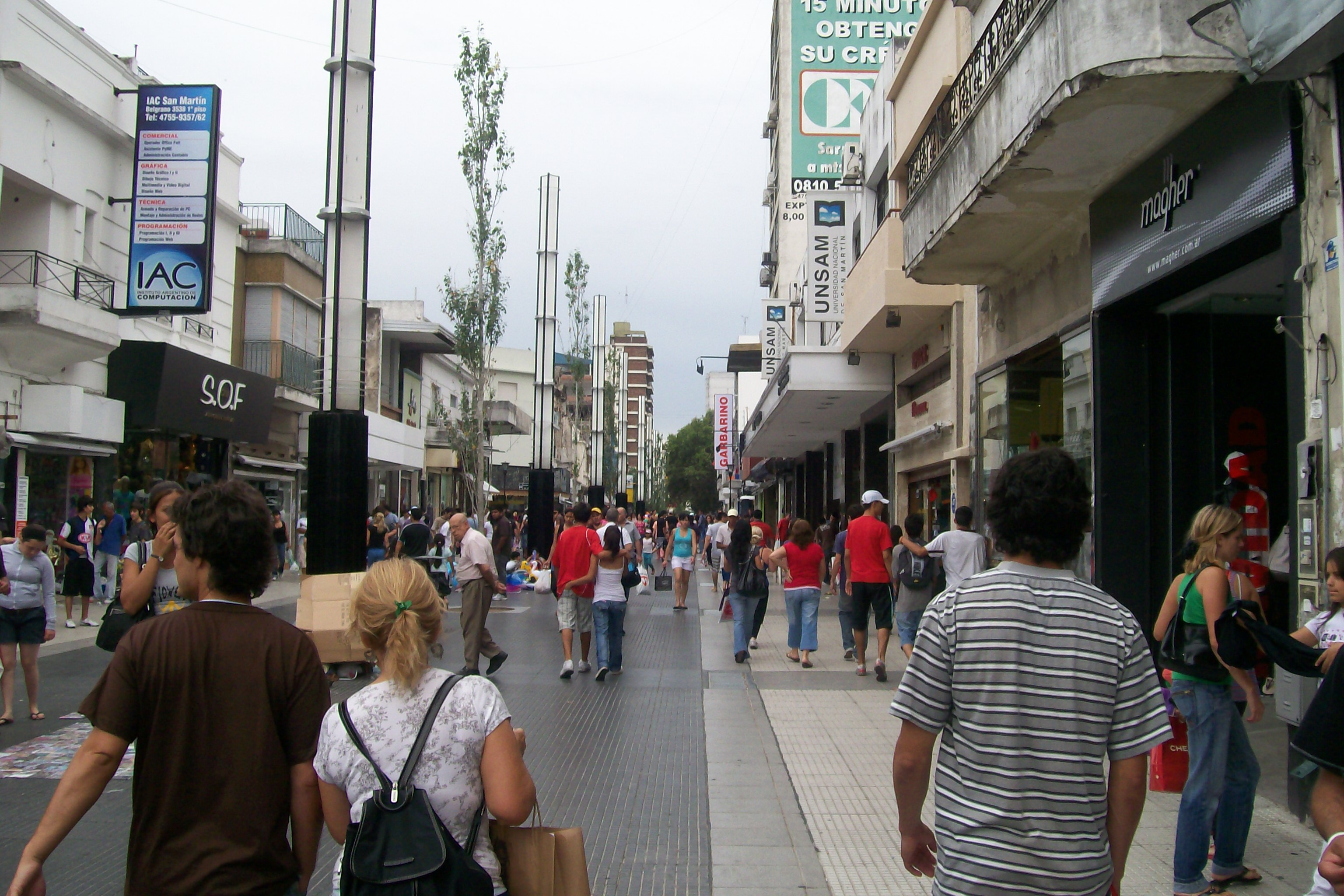
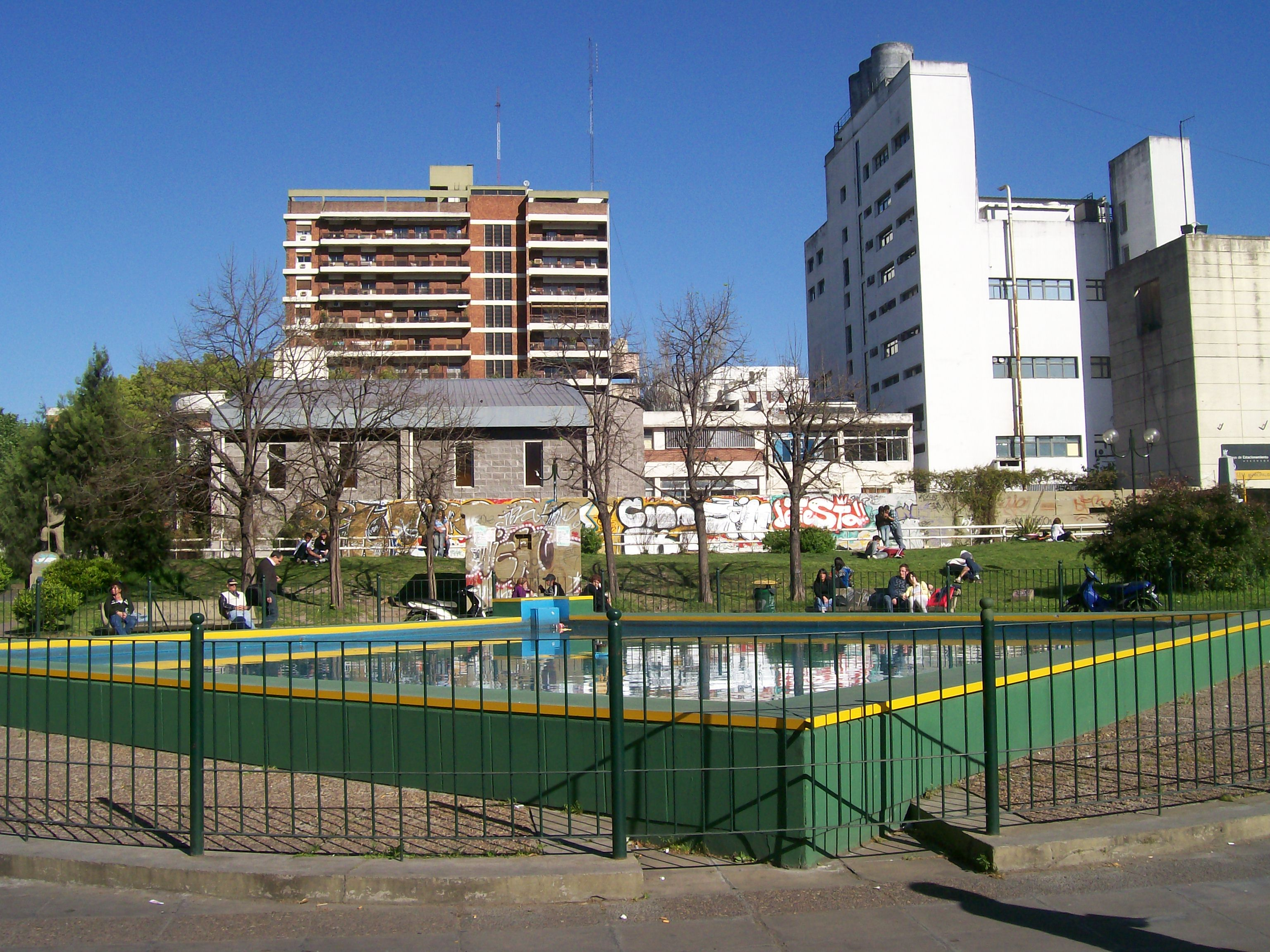
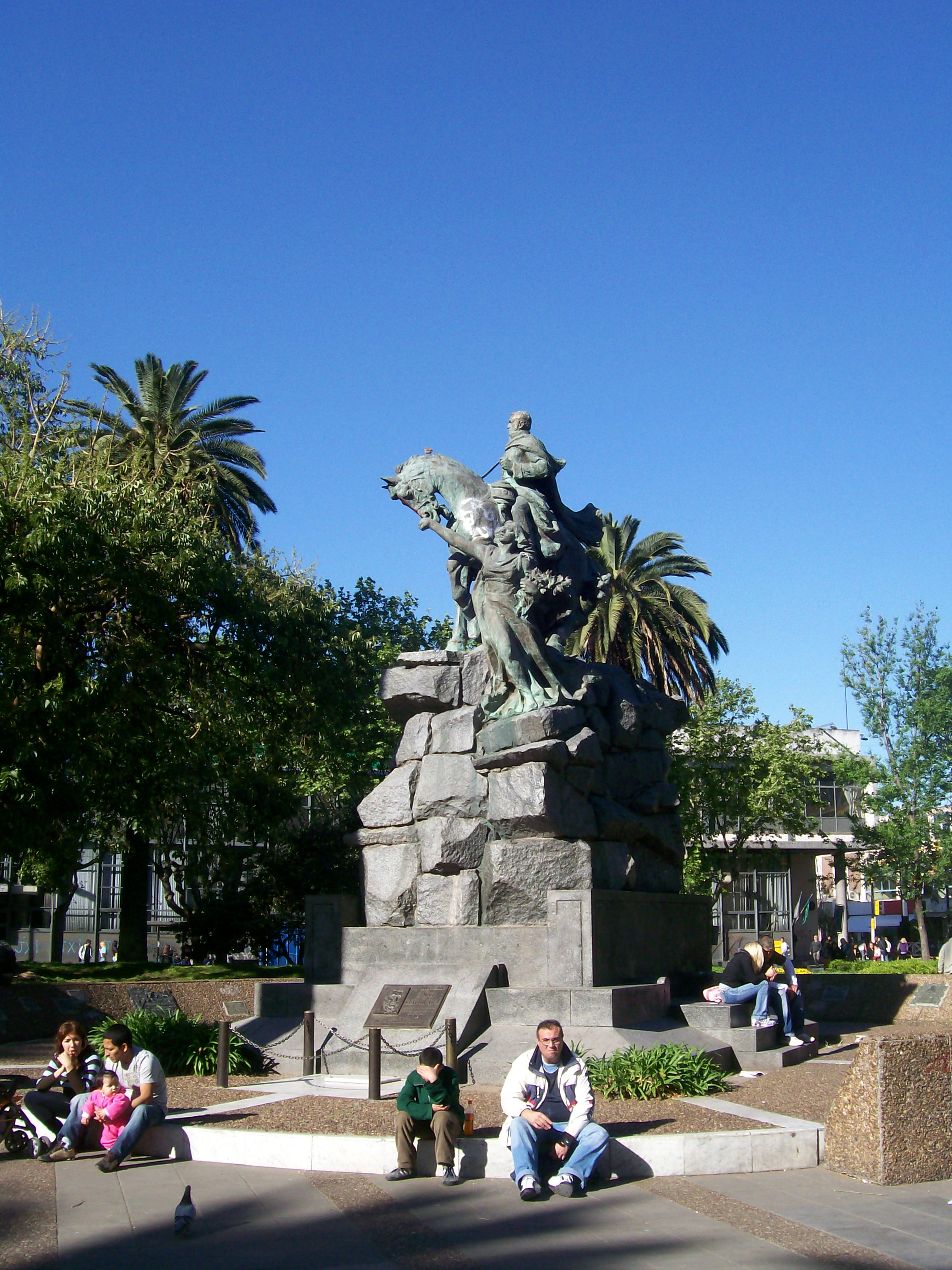

## أعلام
- نيكولاس غايتان
- بابلو ألفاريز
- بابلو موش
- خوان بارباس
- نيستور توغنيري